# Meljak (Pljevlja)
Pour les articles homonymes, voir Meljak.
Meljak (en serbe cyrillique : Мељак) est un village du nord du Monténégro, dans la municipalité de Pljevlja.

## Démographie

### Évolution historique de la population
| 1948 | 1953 | 1961 | 1971 | 1981 | 1991 | 2003 |
| ---- | ---- | ---- | ---- | ---- | ---- | ---- |
| 190  | 188  | 189  | 174  | 103  | 59   | 31   |